# Patricia Delahaie
Pour les articles homonymes, voir Delahaie.
Patricia Delahaie, née à Paris le 5 mai 1954, est une auteure française spécialisée dans les relations humaines.

## Biographie
Patricia Delahaie naît à Paris, étudie les sciences humaines à Paris X Nanterre ainsi que la philosophie (licence, maîtrise et DEA sur la psychanalyse) et la sociologie (licence)[réf. nécessaire]. En parallèle, elle s’intéresse et étudie le cinéma au Conservatoire indépendant du cinéma français pour devenir réalisatrice.
Elle devient journaliste au groupe de recherche et d’action pour la petite enfance (Grape) qui publie Enfant d'abord. Puis dans la presse féminine et familiale à F Magazine (mensuel féministe dirigé par Claude Servan-Scheiber) puis Clair Foyer (mensuel destiné principalement aux femmes agricultrices). 
En parallèle, elle s’intéresse à la littérature de jeunesse qu’elle fait connaître dans la presse et à la télévision en particulier dans l’émission Les Maternelles sur France 5. Cette collaboration terminée, elle interviewe des auteurs et illustrateurs pour L'école des loisirs
Et conférencière sur les relations humaines et la littérature de jeunesse.
Elle commence à écrire des livres dans les années 1990. Sa méthode consiste à interviewer de nombreuses personnes afin de savoir comment elles ont surmonté leurs difficultés relationnelles, amoureuses. Ces témoignages recueillis, elle en fait la synthèse et donne des pistes pour mieux vivre.
Parallèlement, pour aider ses lecteurs, elle suit une formation en coaching auprès de Gilles Guyon.  En lecture intuitive avec Vanessa Mielczarek. Elle devient coach relationnelle en 2014. 
En 2022, elle devient autrice de romans chez Belfond noir. Elle s’inspire de faits divers qui ont marqué l’histoire de la justice française. 
LA FAUSSAIRE est finaliste du Prix des lectrices Elle catégorie polar 2022. 
UN LUNDI DE PENTECÔTE inspiré de l’affaire Ranucci est salué par la critique. Il reçoit le prix DNA 2024 des dernières nouvelles d’Alsace et figure parmi les finalistes du Prix de l’Evêché-polars du Sud.

## Œuvres
- Tais-toi et mange, éditions Casterman, collection école des parents et des éducateurs, 1985  (ISBN 9782203205178)
- L'Enfant au pays des grands, Nathan, 1992  (ISBN 9782092907474)
- J'aime les livres avant 6 ans, Marabout, 1995  (ISBN 9782501022316)
- Ces amours qui nous font mal, Marabout  (ISBN 978-2501085465)
- Être la fille de sa mère et ne plus en souffrir…, Marabout, 2002  (ISBN 9782501054027)
- Fidèle, pas fidèle ?: Enquête sans tabou sur l'infidélité féminine, Leduc.s, 2004  (ISBN 9782848990170)
- Comment guérir du mal d'amour: De la rupture à la reconstruction en 5 étapes, Leduc.s, 2010  (ISBN 9791028501969)[2]
- Comment s’aimer toujours, Leduc.s, 2011  (ISBN 9791028501297)
- Repères pour choisir ses amis, ses amours, Marabout, 2011  (ISBN 9782501060424)
- La sexualité est une longue conversation, Marabout, 2011  (ISBN 9782501071826)[3]
- Comment garder le moral (même par temps de crises), Le livre de poche, 2013  (ISBN 9782253166931)
- Comment faire la bonne rencontre, Le livre de poche, 2014  (ISBN 9782253177043)[4],[5]
- Comment plaire en 3 minutes: En tête-à-tête, au travail, en groupe, Leduc.s, 2016  (ISBN 9791028501747)
- La relation mère-fille les trois clés de l'apaisement, Leduc, 2017  (ISBN 9782703308683)[6],[7],[8]
- La Faussaire, Belfond, 2022, 368 p.[9],[10],[11]
- Un lundi de Pentecôte, Belfond noir, 2024  (ISBN 978-2-7144-9587-7)

### Livres écrits en collaboration avec le Professeur Jousselme
- Comment l'aider à manger juste, Milan, 2008  (ISBN 9782745930606)
- Comment l'aider à se calmer et se concentrer, Milan, 2008  (ISBN 9782745935175)
- Comment l'aider à bien vivre les relations fraternelles, Milan, 2008  (ISBN 9782745935168)
- Comment l’aider à bien intégrer les limites, Milan, 2008  (ISBN 978-2745930590)
- Comment l'aider à bien dormir, Milan, 2009  (ISBN 9782745936509)
- Comment l'aider à bien travailler à l'école, Milan, 2009  (ISBN 978-2745936516)
- Comment l'aider à avoir de bons copains, Milan, 2009  (ISBN 978-2745936493)
- Comment l’aider à avoir confiance en lui, Milan, 2010  (ISBN 2745936522)
- Comment l’aider à bien grandir, Milan, 2012  (ISBN 2745954555)

## Romans
. LA FAUSSAIRE, éditions Belfond, coll. "Belfond noir", 02/2022. Format poche, éditions Pocket, 2023.
Sélection prix littéraires pour La Faussaire.
Finaliste du Grand Prix des lectrices ELLE polar. 
Finaliste du Prix Nouvelles voix du polar 2022
Finaliste Prix des libraires et des maisons de la presse, sélection polar 2022.
Finaliste Grand prix du Festival Sans Nom de Mulhouse, 2022.
Finaliste Prix des lecteurs de Notre Temps, 2022.
Finaliste bibliothèques et médiathèques de Grand Cognac, 2022.
Pépite des Quais du polar à Lyon, 2022.
. UN LUNDI DE PENTECÔTE, éditions Belfond, coll. "Belfond noir" 04/2024. Un roman librement inspiré de l'affaire Ranucci 
Sélection prix littéraires pour Un lundi de Pentecôte
Prix DNA Les dernières nouvelles d’Alsace 2024
Finaliste du Prix de L’Evêché-Polar du Sud 2024

### Recueil de Nouvelles
- Un père à la truffe, dans Déguster le noir, anthologie sous la direction d'Yvan Fauth. Paris : Belfond, coll. "Belfond noir", 06/2023, p. 205-221  (ISBN 978-2-7144-9749-9)